# Purwoasri (Purwoasri)
Purwoasri is een bestuurslaag in het regentschap Kediri van de provincie Oost-Java, Indonesië. Purwoasri telt 4137 inwoners (volkstelling 2010).